# 里奇維爾 (亞利桑那州)
里奇維爾（英語：Richville）是位於美國亞利桑那州阿帕契縣的一個非建制地區。該地的面積和人口皆未知。

## 地理
里奇維爾的座標為34°17′10″N 109°21′19″W / 34.28611°N 109.35528°W，而該地的平均海拔高度為1853米（即6079英尺）。